# 戈斯靈群島
戈斯靈群島（英語：Gosling Islands），是南極洲的群島，位於南奧克尼群島的科羅內申島南岸對開海域，處於梅爾角以南和以西，現時由南極條約體系管理。